# Padre Sérgio

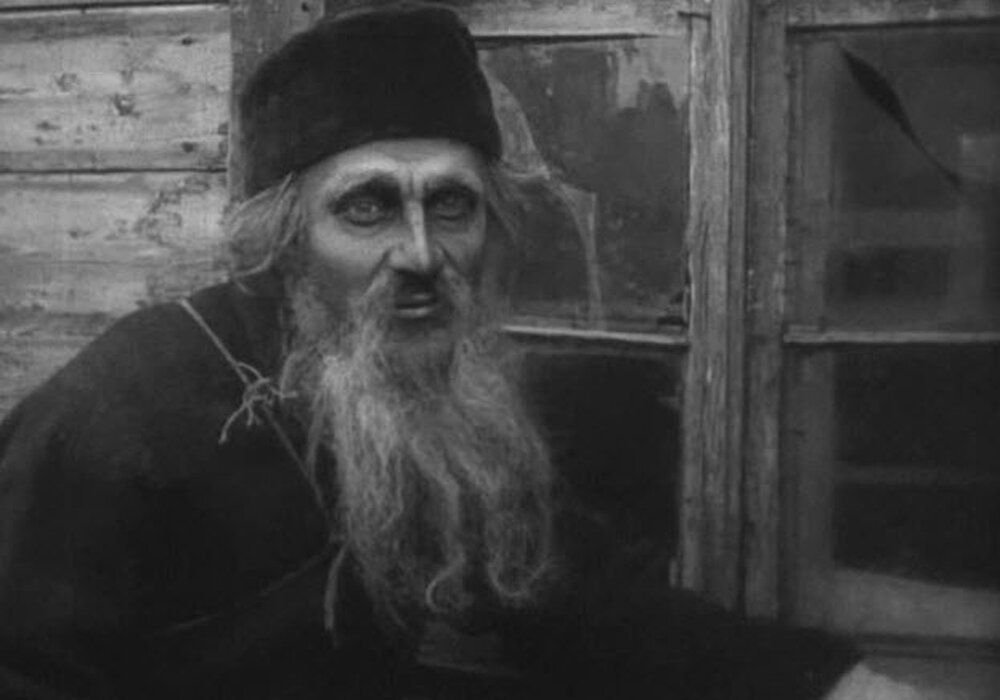
Ivan Mozzhukhin como Padre Sérgio, no filme com o mesmo nome de 1917, da autoria de Yakov Protazanov.

Padre Sérgio (em russo:  Отец Сергий) é um conto de Leon Tolstói, escrito em 1890 e publicado pela primeira vez em 1898.

## Sinopse
A história começa com a infância e extraordinária juventude do Príncipe Stepan Kasatsky. Belo e atlético, o jovem rapaz está destinado à grandeza. Na véspera do seu casamento, descobre que a sua noiva, a Condessa Maria Korotkova, teve um relacionamento amoroso com o, por ele amado, Czar Nicolau I da Rússia. O golpe no seu orgulho é enorme e Stepan retira-se para os braços da Igreja Ortodoxa Russa, tornando-se monge, recebendo o nome de Sergui, ou, em português, Sérgio. Seguem-se muitos anos de dúvida e humildade. É ordenado anacoreta. Apesar de retirado do mundo, ele é ainda lembrado na sociedade pelos ecos da sua antiga fama, ampliados pela grande transformação que levou a cabo na sua vida. Numa noite de Inverno, um grupo de foliões decide visitá-lo. Uma deles, uma mulher divorciada de nome Makovkina, aposta com os restantes em como consegue dormir com o Padre Sérgio. Conseguindo entrar, passa a noite na cela de Sérgio, mantendo as intenções de o seduzir. O Padre Sérgio descobre que é ainda fraco na sua capacidade de resistir à tentação e, para se proteger, amputa com um machado um dos seus dedos. Makovkina é arrebatada por este ato, e parte na manhã seguinte, altamente impressionada, jurando mudar a sua vida para sempre, o que a leva, um ano mais tarde, a entrar para um mosteiro. A fama do Padre Sérgio é ampliada por esta história e a sua reputação de santidade cresce. É conhecido como milagreiro e peregrinos vêm de muito longe ter com ele. No entanto, o Padre Sérgio está ciente da sua incapacidade para resistir à tentação e para alcançar a verdadeira fé, visto que é torturado pela solidão, orgulho e luxúria. É assim que falha o seu novo teste, quando um pai leva a sua libidinosa filha a Sérgio para que ele a cure e ela é capaz de o seduzir e dormem juntos. Na manhã seguinte, Sérgio abandona a sua gruta e o mosteiro e procura uma prima que não vê há largas décadas, desde que ele e os amigos, em crianças, a atormentavam e humilhavam. Ao encontrá-la, descobre uma mulher velha, falhada em todos os sentidos convencionais de avaliação da vida, mas no entanto, uma mulher dedicada completamente à sua família. O Padre Sérgio tem uma revelação e começa a caminhar, como um peregrino, por toda a Rússia, até que um dia é apanhado e, sem documentos, é enviado para a Sibéria como vagabundo, onde fica a trabalhar no campo.

## Ligações Externas
- Texto completo do conto Padre Sérgio no russo original